# 上海證券交易所科創板
上海證券交易所科創板（Sci-Tech innovAtion boaRd，簡稱科創板、STAR Market），是指中國設立於上海證券交易所下的板塊，也是独立于现有主板市场的新设板块。科创板的特點是並不限制首次公開募股的定價，且實行註冊制上市，亦允許企業採取雙重股權結構，上市企业以科技创新企业为主。
科创板于2018年11月5日由中共中央总书记、中国国家主席习近平在首届中国国际进口博览会开幕式主旨演讲中提出。2019年6月13日，科創板正式開板，7月22日開市交易。

## 歷史

### 提出与筹备
2018年11月5日，习近平在首届中国国际进口博览会开幕式发表主旨演讲，宣布在上海证券交易所设立科创板并试点注册制，支持上海国际金融中心和科技创新中心建设。当日，上海证券交易所表示积极稳妥推进科创板和注册制试点。早在2015年12月，全国人大常委会对实施股票发行注册制已有授权，在科创板试点注册制有充分的法律依据。
2019年1月23日，中共中央总书记习近平主持召开中央全面深化改革委员会第六次会议，审议通过《在上海证券交易所设立科创板并试点注册制总体实施方案》和《关于在上海证券交易所设立科创板并试点注册制的实施意见》。1月30日，中国证监会就《科创板上市公司持续监管办法（试行）》和《科创板首次公开发行股票注册管理办法（试行）》公开征求意见；同日晚，上交所发布公告称，该所起草了科创板6项配套业务规则，向社会公开征求意见。意见稿明确，上交所将设置科创板上市委员会与科技创新咨询委员会，证监会对科创板股票发行上市的发审权力下放至上交所。而在《审核规则》中明确，科创板审核将采用电子化审核，审核时限最长不超过6个月，同时实行分行业审核。
2019年2月20日至21日，中国证监会主席易会满就设立科创板并试点注册制有关问题，带队赴上海听取市场机构对相关制度规则的意见建议，并调研督导上海证券交易所相关改革准备工作。
2019年3月1日，中国证监会主席易会满签署主席令，公布审议通过后的《科创板首次公开发行股票注册管理办法（试行）》和《科创板上市公司持续监管办法（试行）》，这也是易会满履新证监会主席后签出的首两份主席令。而上交所起草的科创板6项配套业务规则也正式发布。另外，中国证券登记结算有限责任公司还发布了《中国证券登记结算有限责任公司科创板股票登记结算业务细则（试行）》。
2019年4月，根据设立科创板并试点注册制总体工作部署以及《科创板首次公开发行股票注册管理办法（试行）》、《上海证券交易所科创板股票上市委员会管理办法》，上交所成立第一届科创板股票上市委员会。
2019年6月15日，各券商完成科创板技术通关测试，深圳交易所也配合上交所开展了科创板技术全网测试。
2019年6月21日，最高人民法院发布《最高人民法院关于为设立科创板并试点注册制改革提供司法保障的若干意见》，为最高院历史上首份为资本市场基础性制度改革安排而专门制定的系统性、综合性司法文件。

### 开板与上市
2019年6月13日，在第十一届陆家嘴论坛开幕式现场上，中国证监会和上海市人民政府联合举办上海證券交易所科創板开板仪式，证监会主席易会满主持科创板开板仪式并作讲话。当日，上交所也公布了科创板的英文名“Sci-Tech innovation board”，简称“STAR Market”，寓意科创板如一颗冉冉升起的新星。
2019年7月22日上午9时30分（北京时间），科创板首批上市的25家公司開市交易，中共中央政治局委员、中共上海市委书记李强、中国证监会主席易会满共同为25家科创板上市公司鸣锣开市。当日科创板开市的25只个股全线大涨，涨幅均超80%，其中16家公司涨幅翻倍，合计成交近485亿元人民币。
2019年11月起，上海科创板符合条件的证券将纳入明晟公司全球可投资市场指数（GIMI）。
2020年7月23日，科创板50成份指数發佈。科创50指数的样本每季度调整一次。
2022年8月5日，科创板拟上市企业上海（浦东）知识产权服务站在浦东启动。
2022年10月31日，首批科创板做市商开展科创板股票做市交易业务。
2023年8月7日，上证科创板100指数發佈。

## 相关规定
目前科创板实行的相关规定包括中国证监会制定的《科创板上市公司持续监管办法（试行）》和《科创板首次公开发行股票注册管理办法（试行）》，以及上交所制定的6项配套业务规则，合称“2+6政策”。根据相关规定，科创板企业上市受理和审核全流程电子化，同时对上市企业作出了要求，明确上市企业应“面向世界科技前沿、面向经济主战场、面向国家重大需求”、“优先支持符合国家战略，拥有关键核心技术，科技创新能力突出，主要依靠核心技术开展生产经营，具有稳定的商业模式，市场认可度高，社会形象良好，具有较强成长性的企业”，且发行人是依法设立且持续经营3年以上的股份有限公司。相关规定同时指出科创板企业强化信息披露责任。
同时，根据相关规定，个人投资者需确保申请开通科创板交易权限前20个交易日证券账户及资金账户内的资产日均不低于人民币50万元（不包括该投资者通过融资融券融入的资金和证券），并参与证券交易24个月以上，才能参与科创板股票交易。截至2019年6月底，约有320万户投资者符合科创板交易的适当性要求。对于不符合条件的投资者，可以通过公募基金等产品参与科创板。另外，境外投资者获准可通过沪港通体系下的沪股通购买部分科创板股票，且并非所有科创板企业都在此列，合资格公司需在上海和香港两地上市。

## 与主板股的区别
与主板股相比，科创板个股有较大的区别。其中，科创板股票上市后的前5个交易日不设涨跌幅限制，从第六个交易日开始设置20％涨跌幅限制。而对于前5个交易日，科创板还设置了临时停牌制度，当盘中股价较开盘价上涨或下跌幅度首次达到30%、60%时，都分别进行一次临时停牌，两次停牌的持续时间均缩短至10分钟。而科创板的单笔申报股数的起步数为200股，与A股的100股不同。且每笔申报超过200股后，可以以1股为单位递增。同时，科创板引入盘后固定价格交易机制，即在收盘集合竞价结束后，上交所交易系统按照时间优先顺序对收盘定价申报进行撮合，并以当日收盘价成交的交易方式。

## 申请上市企业
截至2019年7月18日，上交所科创板上市委員會已受理148家公司提交的發行上市申請，28家在证监会注册生效，其中25只为首批上市的科创板个股，主要分布在生物医药、半导体、新能源等多个新兴产业领域。从地域分布来看，北京、江浙沪地区和广东是科创板申请企业分布集中的地区。
2023年4月21日，科創板兩家上市公司紫晶存储和泽达易盛被指欺詐發行，並被要求強制退市。
截至2023年7月22日，科创板上市公司突破500家，IPO募集资金逾8000亿元。

## 影响与评论
中国官方媒体指出，上交所设立科创板是“落实创新驱动和科技强国战略、推动高质量发展、支持上海国际金融中心和科技创新中心建设的重大改革举措，是完善资本市场基础制度、激发市场活力和保护投资者合法权益的重要安排”。山西证券分析指出，科创板的推出“改变了资本市场现有的运行规则，对于资本市场的参与各方都是新的挑战”。同时，科创板规则设置和市场参与者方面都有纳斯达克市场接轨，有利于避免A股存在的一些问题。

## 外部鏈接
- 专栏首页| 上海证券交易所科创板（页面存档备份，存于）